# Simbabwische Cricket-Nationalmannschaft in Südafrika in der Saison 2018/19
Die Tour der simbabwischen Cricket-Nationalmannschaft nach Südafrika in der Saison 2018/19 fand vom 30. September bis zum 14. Oktober 2018 statt. Die internationale Cricket-Tour war Bestandteil der Internationalen Cricket-Saison 2018/19 und umfasste drei ODIs und drei Twenty20s. Südafrika gewann die ODI-Serie mit 3–0 und die Twenty20-Serie mit 2–0.

## Vorgeschichte
Für beide Mannschaften war es die erste Tour der Saison. Das letzte Aufeinandertreffen der beiden Mannschaften fand in der Saison 2017/18 in Südafrika statt.

## Stadien
Die folgenden Stadien wurden für die Tour als Austragungsort vorgesehen und am 23. April 2018 bekanntgegeben.
| Stadion               | Stadt         | Kapazität | Spiele |
| --------------------- | ------------- | --------- | ------ |
| Willowmoore Park      | Benoni        | 20.000    | 3. T20 |
| Chevrolet Park        | Bloemfontein  | 20.000    | 2. ODI |
| Buffalo Park          | East London   | 20.000    | 1. T20 |
| De Beers Diamond Oval | Kimberley     | 11.000    | 1. ODI |
| Boland Park           | Paarl         | 10.000    | 3. ODI |
| Senwes Park           | Potchefstroom | 18.000    | 2. T20 |

## Kaderlisten
Simbabwe benannte seinen Kader am 13. September 2018.
| ODI | ODI | Twenty20 | Twenty20 |
| Südafrika | Simbabwe | Südafrika | Simbabwe |
| --- | --- | --- | --- |
| - Faf du Plessis (K) - JP Duminy (VK) - Hashim Amla - Dean Elgar - Reeza Hendricks - Christiaan Jonker - Heinrich Klaasen - Keshav Maharaj - Aiden Markram - Willem Mulder - Lungi Ngidi - Andile Phehlukwayo - Kagiso Rabada - Tabraiz Shamsi - Dale Steyn - Imran Tahir - Khaya Zondo | - Hamilton Masakadza (K) - Tendai Chatara - Elton Chigumbura - Craig Ervine - Kyle Jarvis - Tinashe Kamunhukamwe - Wellington Masakadza - Brandon Mavuta - Solomon Mire - Peter Moor - Ryan Murray - Richard Ngarava - Brendan Taylor - Donald Tiripano - Sean Williams | - Faf du Plessis (K) - JP Duminy (VK) - Gihahn Cloete - Junior Dala - Quinton de Kock - Robert Frylinck - Christiaan Jonker - Heinrich Klaasen - David Miller - Lungi Ngidi - Dane Paterson - Andile Phehlukwayo - Tabraiz Shamsi - Imran Tahir - Rassie van der Dussen | - Hamilton Masakadza (K) - Tendai Chatara - Chamu Chibhabha - Elton Chigumbura - Tendai Chisoro - Kyle Jarvis - Neville Madziva - Wellington Masakadza - Brandon Mavuta - Solomon Mire - Peter Moor - Christopher Mpofu - Tarisai Musakanda - Brendan Taylor - Sean Williams |

## One-Day Internationals

### Erstes ODI in Kimberley
| 30. September Scorecard | Kimberley | Simbabwe 117 (34.1)             | – | Südafrika 119-5 (26.1) |
|                         |           | Südafrika gewinnt mit 5 Wickets |   |                        |

### Zweites ODI in Bloemfontein
| 3. Oktober Scorecard | Bloemfontein | Südafrika 198 (47.3)           | – | Simbabwe 78 (24) |
|                      |              | Südafrika gewinnt mit 120 Runs |   |                  |

Dem südafrikanischen Bowler Imran Tahir gelang in diesem Spiel ein Hattrick.

### Drittes ODI in Paarl
| 6. Oktober Scorecard | Paarl | Simbabwe 228 (49.3)             | – | Südafrika 231-6 (45.5) |
|                      |       | Südafrika gewinnt mit 4 Wickets |   |                        |

## Twenty20 Internationals

### Erstes Twenty20 in East London
| 9. Oktober Scorecard | East London | Südafrika 160-6 (20)          | – | Simbabwe 126 (17.2) |
|                      |             | Südafrika gewinnt mit 34 Runs |   |                     |

### Zweites Twenty20 in Potchefstroom
| 12. Oktober Scorecard | Potchefstroom | Simbabwe 132-7 (20)             | – | Südafrika 135-4 (15.4) |
|                       |               | Südafrika gewinnt mit 6 Wickets |   |                        |

### Drittes Twenty20 in Benoni
| 14. Oktober Scorecard | Benoni | Südafrika      | – | Simbabwe |
|                       |        | Spiel abgesagt |   |          |